# Palestina. Una nazione occupata
Palestina, una nazione occupata è un graphic novel del 1996 scritto e disegnato da Joe Sacco, che racconta delle sue esperienze di viaggio in Cisgiordania e nella striscia di Gaza tra dicembre 1991 e gennaio 1992. Sacco fornisce un ritratto che enfatizza la storia e le condizioni del popolo palestinese, come gruppo e come individui.
Il graphic novel, pubblicato in prima edizione italiana a Bologna da Phoenix nel 1998, è l'unione di nove storie pubblicate nel 1993 come fumetto; l'edizione in volume ha un'introduzione scritta da Edward Said. Nel 1996 il fumetto ha ricevuto l'American Book Award da parte della Before Columbus Foundation.

## Trama
La storia si svolge lungo un periodo di due mesi a cavallo tra la fine del 1991 e l'inizio del 1992, con alcuni flashback sull'espulsione degli Arabi, sull'inizio della prima Intifada, sulla prima guerra del Golfo e qualche altro evento del passato recente. Sacco ha passato questo periodo incontrando dei Palestinesi in Cisgiordania e nella striscia di Gaza. La narrazione si focalizza sui dettagli della vita di ogni giorno nei territori occupati, descrivendo le difficoltà, umiliazioni e frustrazioni quotidiane dei Palestinesi.
Il viaggio di Sacco in Israele e nei territori occupati viene presentato cronologicamente, dal suo arrivo alla sua partenza, attraverso scene drammatiche inframmezzate da una manciata di diversioni per presentare il contesto storico e personale. La maggior parte delle scene del libro rappresentano conversazioni tra Sacco e dei Palestinesi e il dialogo è sempre presente come forma di narrazione degli eventi.

## Personaggi e temi
Sacco dedica intere pagine ai disegni dell'indigenza e dello squallore evidenti nei territori occupati. Sebbene il narratore principale sia Sacco, a volte si fa da parte e permette ad altri personaggi di presentare le loro storie senza interruzioni né interpretazioni. Sebbene la maggior parte delle tavole vengano presentate come viste laterali di Sacco, di altri personaggi e di ciò che li circonda, ce ne sono molte che presentano la scena “in soggettiva” dal punto di vista di Sacco. Ci sono anche tavole che presentano viste aeree, per esempio dei campi profughi palestinesi o di Gerusalemme.
In Palestina Sacco si pone intenzionalmente come un occidentale che si reca in Medio Oriente per affrontare una realtà poco nota al suo pubblico americano. Sacco non si inganna sul fatto che, come osservatore neutrale, egli possa rimanere invisibile e senza effetti sugli eventi attorno a lui; al contrario, egli accetta il suo ruolo e si concentra sulla sua personale percezione della situazione. Sebbene il suo scopo sia quello di documentare eventi ed intervistare Palestinesi, egli non è impassibile di fronte alla realtà dei territori occupati e non può fare a meno di prendere parte, e commentare, dimostrazioni, funerali, blocchi stradali e incontri con soldati. Verso la fine egli diviene anche più coinvolto e condivide cibo e alloggio con i Palestinesi che intervista e arriva a violare il coprifuoco con loro mentre si trova nella striscia di Gaza.
Nel graphic novel Sacco traccia paralleli tra le situazioni che testimonia e il colonialismo, facendo dei riferimenti a Sotto gli occhi dell'occidente e Cuore di tenebra di Joseph Conrad e Orientalismo di Edward Said.

## Edizioni italiane
Le edizioni italiane del graphic novel includono le seguenti edizioni:
- Palestina, una nazione occupata, Edizioni Phoenix, 1998, 141 pagine in bianco e nero.
- Palestina, una nazione occupata, Edizioni RCS Libri, 2013, 141 pagine in bianco e nero.
- Palestina. Special edition, Mondadori, Oscar Ink, 2019, 285 pagine. ISBN 9788804688815.